# Naczelnik miasta
Naczelnik miasta – w latach 1973–1990 jednoosobowy organ administracji państwowej oraz organ wykonawczo-zarządzający miejskiej rady narodowej w mieście liczącym poniżej 50 tysięcy mieszkańców lub niebędącym siedzibą wojewódzkiej rady narodowej. W gminach miejsko-wiejskich funkcję tę sprawował naczelnik miasta i gminy, a w pozostałych miastach prezydent miasta. Naczelnik miasta wykonywał swoje funkcje przy pomocy podległego mu urzędu miasta oraz kierowników jednostek podporządkowanych miejskiej radzie narodowej.
Naczelnika miasta powoływał na czas nieokreślony przewodniczący prezydium wojewódzkiej rady narodowej na wniosek powiatowej rady narodowej, który ponadto powinien być zaopiniowany przez miejską radę narodową. Po likwidacji powiatów w 1975 naczelników powoływał wojewoda po zasięgnięciu opinii miejskiej rady narodowej. Ostatni raz tryb powoływania naczelników miast zmieniła ustawa z 20 lipca 1983 o systemie rad narodowych i samorządu terytorialnego.
Stanowisko naczelnika miasta zostało zlikwidowane z dniem 30 kwietnia 1990, w oparciu o ustawy uchwalone przez Sejm „kontraktowy” 8 marca 1990. Jednak faktyczne zlikwidowanie funkcji naczelnika miało miejsce po ukonstytuowaniu się władz samorządowych wybranych 27 maja 1990. Jego kompetencje przejęte zostały przez burmistrza.